# Phong Thạnh A
Phong Thạnh A là một xã cũ thuộc thị xã Giá Rai, tỉnh Bạc Liêu, Việt Nam.

## Địa lý
Xã Phong Thạnh A nằm ở trung tâm thị xã Giá Rai, có vị trí địa lý:
- Phía đông giáp xã Phong Tân
- Phía tây giáp xã Tân Phong và xã Phong Thạnh Tây
- Phía nam giáp Phường 1 và phường Hộ Phòng
- Phía bắc giáp xã Phong Thạnh.

Xã Phong Thạnh A có diện tích 34,69 km², dân số năm 2022 là 11.744 người, mật độ dân số đạt 338 người/km².

## Hành chính
Xã Phong Thạnh A được chia thành 6 ấp: 3, 4, 4A, 18, 22, 24.

## Lịch sử
Ngày 24 tháng 12 năm 2003, Chính phủ ban hành Nghị định số 166/2003/NĐ-CP về việc thành lập xã Phong Thạnh A trên cơ sở 3.800 ha diện tích tự nhiên và 9.271 nhân khẩu của xã Phong Thạnh.
Ngày 15 tháng 5 năm 2015, Ủy ban Thường vụ Quốc hội ban hành Nghị quyết số 930/NQ-UBTVQH13 về việc thành lập thị xã Giá Rai thuộc tỉnh Bạc Liêu. Xã Phong Thạnh A trực thuộc thị xã Giá Rai.
Ngày 23 tháng 11 năm 2020, HĐND tỉnh Bạc Liêu ban hành Nghị quyết số 30/NQ-HĐND về việc sáp nhập Ấp 25 vào Ấp 24.